# Síndrome postpolio
El síndrome pospoliomielítico o síndrome postpolio es una condición que afecta aproximadamente al 80-90% de las personas que sobreviven a la poliomielitis — infección viral que afecta al sistema nervioso. Típicamente los síntomas aparecen 15-30 años después de la parálisis inicial, en edades comprendidas entre 15 y 60 años. Los síntomas más característicos son debilidad muscular, dolor muscular, y fatiga. Los mismos síntomas pueden ocurrir también años después de una poliomielitis no-paralítica.
El mecanismo preciso por el cual ocurre este síndrome es el sobreesfuerzo de las neuronas que sobrevivieron, las cuales se van agotando progresivamente.

## Signos y síntomas
Después de un período de estabilidad prolongada los pacientes comienzan a tener nuevos signos y síntomas, caracterizados por atrofia muscular (disminución de la masa muscular), debilidad, dolor y fatiga en miembros que fueron originalmente afectados o en miembros que, luego de la enfermedad aguda, no parecían haber sido afectados. El síndrome postpolio es una condición de muy lenta progresión, marcada por períodos de  estabilidad, seguidos por períodos de perdida de capacidad para llevar a cabo las actividades de la vida diaria.